# Narraga cappadocica
Narraga cappadocica är en fjärilsart som beskrevs av Claude Herbulot 1943. Narraga cappadocica ingår i släktet Narraga och familjen mätare. Inga underarter finns listade i Catalogue of Life.